# The Chaos Engine
The Chaos Engine ist ein von den Bitmap Brothers entwickeltes Computerspiel. Es erschien im Februar 1993 für Amiga, später auch für den Atari ST, den PC, das Sega Mega Drive und das Super Nintendo. In den USA trug das Spiel den Namen Soldiers of Fortune.

## Spielprinzip
Es handelt sich bei dem Spiel um einen sogenannten Isoshooter. Die Spielwelt ist isometrisch aufgebaut, und der Spieler sieht sie aus einer Art Vogelperspektive. Der Spielinhalt besteht darin, sich mit zwei Söldnern durch eine Vielzahl an Levels zu kämpfen und am Ende die namengebende Chaos Engine des verrückten Erfinders Baron Fortesque zu zerstören. Dabei können beide Spielfiguren von menschlichen Spielern übernommen werden; bei nur einem menschlichen Teilnehmer wird die zweite Figur vom Computer gesteuert. Neben der Action, die aus Kämpfen gegen zahllose Monster besteht, bietet The Chaos Engine etliche Rätselelemente. So muss in jedem Level der Ausgang erst durch Erfüllen bestimmter Aufgaben aktiviert werden; oft sind mehrere alternative Wege durch die Levels möglich. Außerdem kann der Spieler Power-ups sammeln.

## Entwicklungs- und Veröffentlichungsgeschichte
In Deutschland wurde The Chaos Engine am 31. März 1995 auf die Liste der jugendgefährdenden Medien gesetzt. Das Zwölfergremium der Bundesprüfstelle meinte, das Spiel trage faschistoide Züge. Man müsse menschenähnliche Wesen, die als eine Art Untermensch präsentiert werden, liquidieren.
1996 veröffentlichte der Hersteller ein Nachfolgespiel, Chaos Engine 2, das ausschließlich für den Commodore Amiga erschien.

## Rezeption
Das Spiel wurde nach seinem Erscheinen aufgrund des abwechslungsreichen Spieldesigns, der guten Grafik und Musik und des langanhaltenden Spielspaßes von der Fachpresse sehr gelobt und mit Preisen überhäuft. Besonders positiv fiel die Wichtigkeit von Kooperation der beiden Spielfiguren auf; diese müssen sich gegenseitig unterstützen, um gegen die Horden an Gegnern zu bestehen.